# Departamento Aguirre
Das Departamento Aguirre liegt im Südosten der Provinz Santiago del Estero im Nordwesten Argentiniens und ist eine von 27 Verwaltungseinheiten der Provinz. 
Es grenzt im Norden an das Departamento Belgrano, im Osten an die Provinz Santa Fe, im Süden an das Departamento Rivadavia und im Westen an die Departamentos Mitre und Salavina. 
Die Hauptstadt des Departamento Aguirre ist Pinto.

## Städte und Gemeinden
Das Departamento Aguirre ist in folgende Gemeinden aufgeteilt:
- Pinto (Municipio der 3. Kategorie)

- Argentina (Comisión Municipal)
- Casares (Comisión Municipal)
- Malbrán (Comisión Municipal)

## Wirtschaft
Die wirtschaftliche Aktivität richtet sich im Wesentlichen auf die Land- und Viehwirtschaft. In der Landwirtschaft steht die Produktion von Mais, Sorghum, Weizen, Roggen, Kürbis und Soja im Vordergrund. In der Viehwirtschaft die Aufzucht von Rindern, Schafen, Schweinen und Ziegen.